# معجم البلدان
كتاب معجم البلدان هو موسوعة شهيرة للأديب والشاعر الشيخ الإمام شهاب الدين أبو عبد الله ياقوت بن عبد الله الحموي الرومي البغدادي المشهور بياقوت الحموي. ولقد كتبها بين الأعوام 1220 و1224 ميلادية. ويعد معجم البلدان مصدراً تاريخياً هاماً لوصف تلك الحقبة، وتمت طباعتهِ عدة مرات وترجم إلى مختلف اللغات. كما أن الكتاب يحتوي على وصف لبلدات ومدن ودول عديدة خلال تلك الفترة بأسلوب عربي بليغ. ويذكر في كتابهِ المواضيع التالية:
- ذكر صورة الأرض وما قالهُ المتقدمون والمتأخرون من العلماء فيها.
- أخبار البلدان والتي يختص ذكرها بموضع دون آخر.
- تعريف لوحدات القياس المتداولة في زمانهِ كالفرسخ والبريد والكورة والميل.
- تعريف بمعنى الأقليم وطبيعتهِ.
- تعريف بالأراضي والأقاليم التي ينتشر فيها الدين الإسلامي في زمانهِ.
- ذكر البوادي والقفار ومنازل العرب اعتمادا على الشعر العربي والنثر المغني والأمثال من هؤلاء العلماء الأصمعي وهشام الكلبي وأبو سعيد السيرافي.